# مردی که می‌میرد برای زندگی کردن
مردی که می‌میرد برای زندگی کردن (انگلیسی: Man Who Dies to Live; کره‌ای: 죽어야 사는 남자) یک مجموعهٔ تلویزیونی کره جنوبی سال ۲۰۱۷ در ژانر کمدی درام با بازی چوی مین-سو، کانگ یه وون، شین سونگ روک و لی سو-یئون است. این مجموعه از ۱۹ ژوئیه تا ۲۴ اوت ۲۰۱۷، روزهای چهارشنبه و پنجشنبه ساعت ۲۲:۰۰ (کی‌اس‌تی) از ام‌بی‌سی برای ۲۴ قسمت پخش شد.

## بازیگران

### اصلی
- چوی مین-سو در نقش کنت سعید فهد علی / جانگ دال کو
  - چوی یو سونگ در نقش جوانی دال کو
- کانگ یه وون در نقش لی جی یونگ «اِی»
- شین سونگ روک در نقش کانگ هو ریم
- لی سو-یئون در نقش لی جی یونگ «بی»

### مکمل

#### اطرافیان کنت
- جسپر چو در نقش عبدالله محمد ولی والا
- کیم بیونگ-اوک در نقش هان
- هوانگ سونگ-اون در نقش یانگ یانگ (یانگ می هوا)

#### اطرافیان لی جی یونگ «اِی»
- به هه-سون در نقش وانگ می ران
- گو بی جو در نقش کانگ اون بی

#### اطرافیان کانگ هو ریم
- جو کیونگ سوک در نقش نا اوک جا
- چا سون به در نقش چوی بیونگ ته

### سایر بازیگران
- لی ته یون در نقش کانگ هه ریم
- جو یونگ هون در نقش سانگ دوک
- کانگ سانگ وون در نقش سو هیوک
- سو هه وون در نقش مین هی
- کیم سو هیون در نقش مدیر
- لی گون هی در نقش سونگ هو
- ها اون جین در نقش لی کیونگ سوک
- جو هه این
- اوه ته‌ها
- اوه کی هوان
- دو هیون
- چوی جین سو
- لی سانگ بو
- نو یون جونگ
- هان جی اون
- کیم اون جین
- کانگ اون هی
- جو یه جین
- چه مین جی
- سو نا یونگ
- کیم گون یونگ
- لی جه هو
- کوک جونگ سوک
- سو یی سو
- کیم ده گون
- جو یو سونگ